# Bayartsetseg Altangerel
Bayartsetseg Altangerel (mongolisch Алтангэрэлийн Баярцэцэг, ᠠᠯᠲᠠᠨᠭᠡᠷᠡᠯ ᠦᠨ ᠪᠠᠶᠠᠷᠴᠡᠴᠡᠭ; * 29. November 1990 in Ulaanbaatar), besser bekannt als Bayra Bela, ist eine mongolische Filmschauspielerin und Model.

## Leben und Karriere
Altangerel wurde am 29. November 1990 in Ulaanbaatar geboren. Sie nahm am Miss International 2014, Miss Earth 2015 und Miss World 2016 teil. Bei Miss Earth 2015 wurde sie Sechszehnte und bei Miss World 2016 wurde sie Elfte. Ihr Debüt gab sie 2015 in dem Film Sacred Blood. 2016 spielte sie in My Wife is Spy die Hauptrolle. Außerdem trat sie 2020 in Blue Destiny auf. Unter anderen bekam Altangerel 2021 in Khökhö die Hauptrolle.

## Filmografie (Auswahl)
- 2015: Sacred Blood
- 2016: My Wife is Spy
- 2017: Passer By
- 2018: Gnadenloser Jagd
- 2019: I, the Sunshine
- 2020: Blue Destiny
- 2021:The Legend of the Mother
- 2021: Khökhö